# Pholadomya lirata
Espèce
Pholadomya lirata est une espèce éteinte de bivalves du Bajocien (Jurassique moyen) appartenant à la famille des Pholadomyidae et à l'ordre des Pholadomyoida.